# 4,4'-氧化偶氮苯乙醚
4,4'-氧化偶氮苯乙醚是一种有机化合物，化学式为C16H18N2O3。

## 制备及反应
它可由4-硝基苯乙醚和金属铋研磨制得。它可以在铝催化下，进一步被水合肼还原为4,4'-偶氮苯乙醚。